# Santa Lucía en los Juegos Olímpicos de París 2024
Santa Lucía estuvo representada en los Juegos Olímpicos de París 2024 por cuatro deportistas,  tres hombres y una mujer, que compitieron en tres deportes.
El portador de la bandera en la ceremonia de apertura fue el atleta Michael Joseph.

## Medallistas
El equipo olímpico santalucense obtuvo las siguientes medallas:
| Nombre        | Deporte   | Competición |
| ------------- | --------- | ----------- |
| Oro           |           |             |
| Julien Alfred | Atletismo | 100 m F     |
| Plata         |           |             |
| Julien Alfred | Atletismo | 200 m F     |
| Bronce        |           |             |
| —             |           |             |